# Billy Donovan
William John "Billy" Donovan, Jr., né le 30 mai 1965 à Rockville Centre, dans l'État de New York, est un ancien joueur, devenu entraîneur américain de basket-ball, actuellement à la tête des Bulls de Chicago. 
Avant d'entraîner au niveau NBA, il a passé 19 saisons au sein d'équipes universitaires de la NCAA. Il a remporté deux tournois NCAA en 2006 et 2007 avec les Gators de la Floride.

## Carrière de joueur
Meneur dans l'équipe universitaire des Friars de Providence, Billy Donovan est sélectionné 68e lors de la draft 1987 de la NBA par le Jazz de l'Utah. Il ne porte jamais les couleurs de la franchise de Salt Lake City et est transféré chez les Knicks de New York.
Après une première saison en NBA, en tant que meneur remplaçant durant laquelle il tourne à 2,4 points et 2 passes décisives par match, il joue une saison aux Thrillers de Rapid City en CBA. 
Coupé par les Knicks et comprenant que sa carrière de joueur ne lui promet pas un avenir florissant, il décide de se lancer très tôt dans une carrière d'entraîneur.

## Carrière d'entraîneur

### Au niveau universitaire
Billy Donovan est assistant aux Wildcats du Kentucky de 1989 à 1994. 
Il devient ensuite entraîneur principal de l'équipe du Thundering Herd de Marshall, apparemment recommandé par son ancien collègue à Kentucky, Rick Pitino. Il n'a que 28 ans à l'époque, et tiendra cette fonction de 1994 à 1996. L'équipe de Marshall obtient un bilan de 35 victoires pour 20 défaites sous la direction de l'ancien meneur de jeu. Il arrive durant cette période à attirer Jason Williams qui passe un an à Marshall, puis qui suit Billy Donovan aux Gators de la Floride pour le reste de son cursus universitaire.
En 1996, Billy Donovan rejoint les Gators de la Floride pour un contrat de six ans. Les deux premières années, les résultats sont moyens, l'équipe ayant semble-t-il peu de joueurs talentueux en son sein, avec des bilans de 13-17 et 15-16 pour les deux premières saisons avec Donovan à la tête des Gators. Des signes d'amélioration commencent à faire surface pour la saison NCAA 1998-1999, avec un bilan de 22-9. C'est seulement la cinquième fois de l'histoire que l'équipe parvient à atteindre plus de 20 victoires pendant la saison. 
Les Gators enchaînent ensuite une série de 16 saisons à plus de 20 victoires avec Billy Donovan. Ils ne remportent néanmoins leur premier titre NCAA qu'en 2006 face aux Bruins d'UCLA. Ils gagnent une nouvelle fois le championnat universitaire en 2007. Les années suivantes sont un peu plus compliquées pour l'équipe de Donovan, qui n'arrive pas à se qualifier pour la March Mardness en 2008-2009 et sont éliminés dès le premier tour l'année suivante. Les saisons qui suivent sont plus réussies mais ne se concrétisent pas en victoires finales.
Le 28 février 2015, Donovan devient le second plus jeune entraîneur à atteindre les 500 victoires. Cependant, la série de 16 saisons avec plus de 20 victoires s'arrête cette saison-là pour les Gators de la Floride. C'est la dernière saison de Donovan à la tête de l'équipe, lui qui aura passé 19 ans à l'entraîner.

### Au niveau professionnel

#### Thunder d'Oklahoma City
Le 30 avril 2015, Billy Donovan accepte de rejoindre l'équipe NBA du Thunder d'Oklahoma City et d'en devenir l'entraîneur, à la place de Scott Brooks.
Après 5 saisons passées sur le banc du Thunder en tant que head coach, la franchise d'Oklahoma et Billy Donovan décident de mettre un terme à cette collaboration d'un accord commun.

#### Bulls de Chicago
Le 23 septembre 2020, Donovan est nommé entraîneur des Bulls de Chicago.

## Statistiques en tant qu'entraîneur
| Participation en playoffs |

| Équipe        | Année     | Saison régulière | Saison régulière | Saison régulière | Saison régulière | Saison régulière           | Playoffs | Playoffs  | Playoffs | Playoffs | Playoffs                                                            |
| Équipe        | Année     | Matchs           | Victoires        | Défaites         | %                | Classement                 | Matchs   | Victoires | Défaites | %        | Résultat                                                            |
| ------------- | --------- | ---------------- | ---------------- | ---------------- | ---------------- | -------------------------- | -------- | --------- | -------- | -------- | ------------------------------------------------------------------- |
| Oklahoma City | 2015-2016 | 82               | 55               | 27               | 67,1             | 1er en division Nord-Ouest | 18       | 11        | 7        | 61,1     | Défaite contre les Warriors de Golden State en finale de conférence |
| Oklahoma City | 2016-2017 | 82               | 47               | 35               | 57,3             | 2e en division Nord-Ouest  | 5        | 1         | 4        | 20,0     | Défaite contre les Rockets de Houston au premier tour               |
| Oklahoma City | 2017-2018 | 82               | 48               | 34               | 58,5             | 2e en division Nord-Ouest  | 6        | 2         | 4        | 33,3     | Défaite contre le Jazz de l'Utah au premier tour                    |
| Oklahoma City | 2018-2019 | 82               | 49               | 33               | 59,8             | 5e en division Nord-Ouest  | 5        | 1         | 4        | 20,0     | Défaite contre les Trail Blazers de Portland au premier tour        |
| Oklahoma City | 2019-2020 | 72               | 44               | 28               | 61,1             | 2e en division Nord-Ouest  | 7        | 3         | 4        | 42,9     | Défaite contre les Rockets de Houston au premier tour               |
| Chicago       | 2020-2021 | 72               | 31               | 41               | 43,1             | 3e en division Centrale    | -        | -         | -        | -        | Pas de playoffs                                                     |
| Chicago       | 2021-2022 | 82               | 46               | 36               | 56,1             | 2e en division Centrale    | 5        | 1         | 4        | 20,0     | Défaite contre les Bucks de Milwaukee au premier tour               |
| Chicago       | 2022-2023 | 82               | 40               | 42               | 48,8             | 3e en division Centrale    | -        | -         | -        | -        | Pas de playoffs                                                     |
| Chicago       | 2023-2024 | 82               | 39               | 43               | 47,6             | 4e en division Centrale    | -        | -         | -        | -        | Pas de playoffs                                                     |
| Chicago       | 2024-2025 | 82               | 39               | 43               | 47,6             | 5e en division Centrale    | -        | -         | -        | -        | Pas de playoffs                                                     |
| Chicago       | 2025-2026 | -                | -                | -                | -                |                            | -        | -         | -        | -        |                                                                     |
| Total         | Total     | 800              | 438              | 362              | 54,8             |                            | 46       | 19        | 27       | 41,3     |                                                                     |